# Ziridi
Gli Ziridi  (in arabo بنو زيري‎?) furono una dinastia berbera, della grande raggruppamento tribale dei Sanhaja, originaria della Cabilia, che governarono l'Ifriqiya, inizialmente per conto dei Fatimidi, prima di rendersi da loro indipendenti nel 1049.
Il loro governo sopravvisse, malgrado le devastanti invasioni hilaliane (scatenate loro contro per ritorsione dai Fatimidi), fin quando furono sconfitti dagli Almohadi, dinastia già regnante sul Marocco e sulla Spagna musulmana. ʿAbd Allāh, figlio dell'emiro Sharaf al-Dawla al-Muʿizz ibn Bādīs, nel 1036 governò l'Emirato di Sicilia fino a quando nel 1040 esso tornò nelle mani dei kalbiti di Sicilia.
I Normanni di Ruggero II di Sicilia nel 1123 tentarono uno sbarco sulle coste africane, nella battaglia di Capo Dimas gli Ziridi riuscirono a contrastare l'offensiva, sconfiggendo la flotta normanna comandata da Christodulus. L'avvenimento è pure ricordato in un componimento di Ibn Hamdis (dīwān 143), poeta arabo-siciliano, esiliato dalla fine del secolo precedente e che era ospitato alla corte ziride di Mahdiyya.
In seguito gli Ziridi furono battuti e i Normanni presero il controllo di tutti i porti che guardavano la Sicilia, da Tripoli sino a Tunisi, almeno fino alla morte di Ruggero nel 1154.
Un ramo degli Ziridi (detti gli Ziridi di Granada), sotto la guida di Zāwī b. Zīrī, passò dal Maghreb alla Spagna islamica e, in seguito alla caduta del califfato omayyade di Cordova, fondò la taifa di Granada.

## Emiri ziridi d'Ifriqiya
- Abu l-Futuh Sayf al-Dawla Buluggin ibn Ziri (973-983)
- Abu l-Fath al-Mansur ibn Buluggin (983-995)
- Abu Qatada Nasir al-Dawla Badis ibn Mansur (995-1016)
- Sharaf al-Dawla al-Mu'izz ibn Badis (1016-1062) dichiarò nel 1049 l'indipendenza dai Fatimidi e spostò la capitale da Qayrawan a Mahdia
- Tamim ibn al-Mu'izz (1062-1108)
- Yahya ibn Tamim (1108-1131)
- Ali ibn Yahya (1115-1121)
- Abu l-Hasan al-Hasan ibn Ali (1121-1152)